# Coleophora festivella
Coleophora festivella é uma espécie de mariposa do gênero Coleophora pertencente à família Coleophoridae.